# Californication (альбом)
Californication — седьмой студийный альбом американской рок-группы Red Hot Chili Peppers, выпущенный 8 июня 1999 года. Как и две предыдущие пластинки группы, альбом был спродюсирован Риком Рубином и выпущен на мейджор-лейбле Warner Bros. Records. Californication ознаменовал возвращение гитариста Джона Фрушанте, покинувшего Red Hot Chili Peppers в 1992 году во время тура в поддержку альбома Blood Sugar Sex Magik. Фрушанте официально вернулся в состав группы в 1998 году, заменив Дэйва Наварро. Помимо привычных для группы сексуальных тем, альбом затрагивает такие темы как смерть, самоубийство, наркотики, глобализация, а также путешествия.
В альбом вошли такие хиты как «Californication», «Around the World», «Otherside», а также «Scar Tissue», выигравшая премию «Грэмми» в категории «Лучшая рок-песня».
Californication является самым коммерчески успешным альбомом группы. Он добрался до 3-й строчки хит-парада Billboard 200. На сегодняшний день Californication продан тиражом более 16 миллионов копий, включая 5 миллионов в США. Многие критики отмечали Californication как переломную запись, изменившую музыкальный стиль группы: на фоне всех предыдущих пластинок RHCP (очень динамичных), этот альбом более спокойный, рефлексивный и эпифанический — отмечал Грэг Тэйт из Rolling Stone.

## Предыстория
Гитарист Джон Фрушанте покинул Red Hot Chili Peppers в 1992 году во время тура в поддержку альбома Blood Sugar Sex Magik, поскольку не мог смириться с возросшей популярностью группы. Прошло более года, прежде чем группа нашла нового гитариста, с которым музыканты официально начали записывать новый альбом. Дэйв Наварро, бывший участник Jane’s Addiction, был приглашён на место Эрика Маршалла, которого музыканты взяли в группу, чтобы закончить оставшуюся после ухода Фрушанте часть тура Blood Sugar Sex Magik. Наварро оказал большое влияние на звучание Red Hot Chili Peppers, внедрив в альбом One Hot Minute значительные элементы хэви-метала и психоделического рока. По сравнению с Blood Sugar Sex Magik продажи One Hot Minute были невелики. Критики отнеслись к новому диску скептически — заявив, что он слабый и не имеет единой темы. Наварро был уволен в 1998 году из-за разногласий внутри группы, отчасти возникших из-за того, что гитарист начал активно принимать наркотики.
Фрушанте впал в тяжёлую зависимость от героина и кокаина в годы, последовавшие за его уходом из группы, в результате оставшись в нищете и на грани смерти. В январе 1998 года друзья убедили его пройти реабилитацию. В апреле того же года, после того как Фрушанте прошёл курс реабилитации, его навестил Фли и пригласил снова присоединиться к группе, на что Фрушанте охотно согласился. Музыканты собрались вместе впервые за шесть лет и провели джем-сессию.

## Запись
Значительная часть материала для альбома была сочинена музыкантами в домашней обстановке летом 1998 года. Энтони Кидис и Джон Фрушанте часто проводили время вместе, обсуждая тексты и гитарные риффы к новым песням. Бас-секция и перкуссия создавались во время джем-сессий, а также во время индивидуальной работы Фли и Чэда Смита.
Тексты песен «рождались» из идей Кидиса, его мировоззрения и восприятия им жизни и её смысла. «Porcelain» была вдохновлена встречей Кидиса с молодой матерью из YMCA, которая пыталась побороть алкогольную зависимость, в одиночку воспитывая грудного ребёнка. Лейтмотивом нескольких песен стал роман Кидиса и Йоханны Логан — модельера, с которой он познакомился в Нью-Йорке, эта любовная связь нашла своё отражение в песнях «Porcelain» и «This Velvet Glove».
Фрушанте разрабатывал гитарную линию песни «Scar Tissue», пытаясь использовать всего две ноты, исполняемые с большим интервалом, но дающие в результате «классный ритм». Он опробовал эту технику на своём первом сольном альбоме Niandra Lades and Usually Just a T-Shirt. Фрушанте назвал «Scar Tissue» «очень простым примером этой техники, но я думаю, что это стиль, который мне идёт». Фрушанте использовал слайд-гитару для соло в этой композиции. В тексте этой песни упоминается Дэйв Наварро, которого Кидис прозвал «Королём сарказма» (он же был одним из вдохновителей этого трека), в концепции лирики также обыгрывается саркастическая форма повествования. Вдохновением для песни «Emit Remmus», в которой активно используется гитарный фидбэк, были непродолжительные отношения Кидиса с участницей группы Spice Girls Мелани Си.
Мелодия песни «Get On Top» была выстроена вокруг «wah-wah» эффекта, музыканты сочинили её во время джем-сессии. Фрушанте приехал на эту репетицию, находясь под сильным впечатлением от музыки группы Public Enemy: «Я придумал ритм для этой песни по пути на репетицию, просто повторив его при помощи педали». Гитарное соло, звучащее в середине этой композиции, изначально должно было быть более ярко выраженным. Фрушанте решил изменить его, после прослушивания гитарного соло в песне «Siberian Khatru» группы Yes: «[Yes] звучали по-настоящему сильно, они играли по-настоящему быстро, а затем возникает это чистое соло. Это на самом деле красиво, как будто оно лежит на своей полке. Для „Get on Top“ я хотел сыграть что-то среднее между соло и бэкграундом». Композиция «Savior» содержит ярко выраженные синтезаторные эффекты. Фрушанте отметил, что звучание этой песни напрямую вдохновлено игрой Эрика Клэптона в группе Cream: «если послушать собственно ноты, то они похожи на соло Клэптона, просто они звучат по-другому из-за эффектов».

Группа на промофотографии для Californication, конец 1990-х

«Around the World» записан в традиционном для группы фанковом стиле. Мелодия была придумана Фрушанте в одиночку, сидя дома. Поскольку у этой песни сложный ритм, Джон много репетировал вместе со всеми музыкантами, дабы они уловили нюансы. Басовая линия была сочинена примерно за 15 минут, по словам Фрушанте: «Фли — лучший бас-гитарист в мире. Его чувство ритма просто потрясающе».
Заглавная песня была одним из самых сложных моментов при создании альбома. Фрушанте чувствовал себя обязанным написать гитарную партию, которая бы соответствовала тексту песни, но столкнулся с трудностями. Создание песни продвигалось медленно, и она была бы заброшена, если бы Кидис не настаивал включить её в альбом. Фрушанте закончил финальный рифф за два дня до записи песни, почерпнув вдохновение из саундтрека группы The Cure к фильму «Carnage Visors». Концепция лирики этого трека заключалась в демонстрации обратной стороны калифорнийского образа жизни и, в большей степени, «фальшивой природы Голливуда».

Альбом изменил стиль группы, особенно в сравнении с One Hot Minute, который содержал в себе множество элементов метала и психоделического рока. Хотя в Californication все же присутствует несколько фанковых песен (таких как «Around the World», «Get on Top», «I Like Dirt», «Purple Stain» и «Right on Time»), в нём можно услышать большое количество мелодичных риффов (например «Scar Tissue» и «Otherside»), а также песни с выстроенной структурой, а не созданные в ходе джемов. Энтони Кидис так вспоминал о творческом периоде создания Californication': 
Мы отлично проводили время. Всё было так, будто нам нечего терять и нечего находить. Нам было всё равно… мы делали музыку ради того, чтобы делать музыку. По сравнению с успехом Blood Sugar Sex Magik, One Hot Minute нельзя было даже рядом поставить, поэтому люди потеряли в нас веру. В индустрии звукозаписи у всех было ощущение, что время нашей группы прошло. Но чем больше мы играли, тем больше сочиняли того, во что верили, и что хотели донести до людей.

### Название альбома
Слово «Californication» взято с наклеек на бамперах машин, в 70-е — 80-е годы активно использовавшихся в американских штатах Аризона, Невада, Колорадо, Орегон, Айдахо, Вашингтон и Оклахома.
Наклейки гласили «Don’t Californicate Oregon», «Don’t Californicate Colorado» и т. д.. Само слово является языковой контаминацией. Californication = California + fornication. (англ. fornication — внебрачная связь, блуд, прелюбодеяние).
Термин был популярным в 70-х годах, в первую очередь, под ним подразумевался «Иррациональный, бестолковый процесс развития территории, который [на тот момент] уже поглотил бо́льшую часть Южной Калифорнии». Также, при применении этого термина, намекалось на навязывание «гедонического стиля бытия» выходцами из Калифорнии на близлежащие штаты.
Кроме того, термин «californication» используется в социологии. Под ним понимают американский культурный империализм, исходящий из Калифорнии. Словом «сalifornication» обозначают специфический этос, который распространяется по всему миру под видом «особой, калифорнийской идеологии» с целью её экспансии в культуры других стран.

В своей автобиографии Кидис рассказал о случае, ставшим одним из факторов выбора именно такого названия: 
Текст этой песни был сочинён во время «очищающей» поездки в Таиланд, когда я плыл в лодке по Андаманскому морю. [...] Одной из вещей, которые удивили меня в этой поездке по экзотическим местам, таким как морская цыганская деревня в Таиланде и базары в Индии, была степень проникновения американской культуры во все эти дальние уголки мира. Тут даже можно было встретить футболки с символикой нашей группы.

## Выпуск и продвижение
Рик Рубин продюсировал два предыдущих альбома группы. Тем не менее Red Hot Chili Peppers решили заняться поисками другого продюсера для Californication. Дэвид Боуи выражал огромный интерес к работе с группой и попросил взять его в качестве продюсера. Но в итоге музыканты решили записывать диск с Рубином. В прошлом Рубин гарантировал группе свободу творчества, что музыканты считали необходимым для создания уникального альбома. Запись происходила в студии Cello Studios в Лос-Анджелесе. В начале 1999 года, в период записи, группа сыграла песни «Scar Tissues», «Otherside» и «Californication» своим менеджерам, в результате было решено, что «Scar Tissue» станет первым синглом альбома. В поддержку альбома по всей стране были организованы различные промоакции. К примеру, музыканты организовали конкурс среди учеников старших классов. Заданием было написать небольшое эссе на тему — «Как сделать мою школу лучшим, более счастливым и безопасным местом». Все участники конкурса получали бесплатный билет на выступление группы.
Californication был выпущен 8 июня 1999 года, дебютировав на 5-м месте Billboard 200. Альбом достиг 5-го места в британском чарте UK Top 40, а также отметился на первой строчке в хит-парадах Финляндии, Австрии, Швеции и Новой Зеландии. Альбом стал «золотым» 22 июля 1999 года, менее чем через два месяца после релиза. В Германии альбом оставался в чартах 114 недель (более двух лет) и был продан тиражом 750 000 копий, став трижды «золотым».
В марте 2006 года альбом стал доступен для скачивания в интернет-магазине iTunes, в качестве бонуса к изданию прилагались три ранее неиздававшихся трека — «Fat Dance», «Over Funk» и «Quixoticelixer».

## Отзывы критиков
| Оценки критиков      | Оценки критиков                                                          |
| Источник             | Оценка                                                                   |
| -------------------- | ------------------------------------------------------------------------ |
| Allmusic             | [ 41 ]                                                                   |
| The A.V. Club        | (положительный)                                                          |
| BBC                  | (положительный)                                                          |
| Роберт Кристгау      | [ 44 ]                                                                   |
| Entertainment Weekly | B+                                                                       |
| NME                  | (6/10)                                                                   |
| Pitchfork Media      | (6.8/10)                                                                 |
| Q                    | 4 из 5 звёзд · 4 из 5 звёзд · 4 из 5 звёзд · 4 из 5 звёзд · 4 из 5 звёзд |
| Rolling Stone        | [ 6 ]                                                                    |

В отличие от предыдущего альбома, Californication получил положительные отзывы и достиг большего успеха по всему миру. Журнал Rolling Stone отметил прогрессирующий вокал Кидиса: «после реабилитации, фронтмен вернулся с неслыханным вокальным диапазоном, отменной подачей материала, эмоциональностью и мелодичной чувствительностью». Также в статье отмечалась эволюция звучания группы — так, композиции «Otherside» и «Porcelain» сравнивали с материалом группы The Smashing Pumpkins, а весь альбом в целом получил эпитет «эпифанический». «На Californication эти засранцы подобрались вплотную к настоящему фанк-граалю: это ядерная смесь тайной мифологии и ненасытной музыкальности, которая спасает души, объединяет сообщества и поднимет на ноги любого», — подытожил обозреватель журнала Грэг Тэйт.
Некоторые критики отнесли причину успеха альбома к возвращению Фрушанте. Грег Прато из Allmusic написал, что «очевидная причина перерождения группы заключается в возвращении Фрушанте», назвав его «наиболее типичным гитаристом RHCP». Альбом в целом он назвал «настоящей классикой Chili Peppers». Журнал Entertainment Weekly отметил вклад Фрушанте в новое звучание группы, Californication получился «более расслабленным, менее резким и, в своем роде, их наиболее рефлексивным альбомом». Обозреватель издания Ray Gun Марк Вудлиф также отметил в своей статье мастерство гитариста: «Трек „Velvet Glove“ поражает изысканным балансом между помпезной акустической основой и параллельной, сочной гитарной линией», рецензент продолжал: «диско-проигрыш в начале „Parallel Universe“ сменяется головокружительным мотивом а-ля вестерны в припеве, и заканчивается своеобразным „экскурсом“ по материалу Джими Хендрикса».
В то время как многие критики нашли звучание альбома свежим, журнал New Musical Express раскритиковал группу за малое использование музыкантами своего фирменного фанкового звучания. Интернет-издание Pitchfork, называя альбом триумфальным по сравнению с One Hot Minute, посчитало, что Californication не хватает фанка, который был повсеместным в Blood Sugar Sex Magik. Также издание охарактеризовало Фрушанте как «лучшего американского рок-гитариста экстра-класса из живущих сейчас».

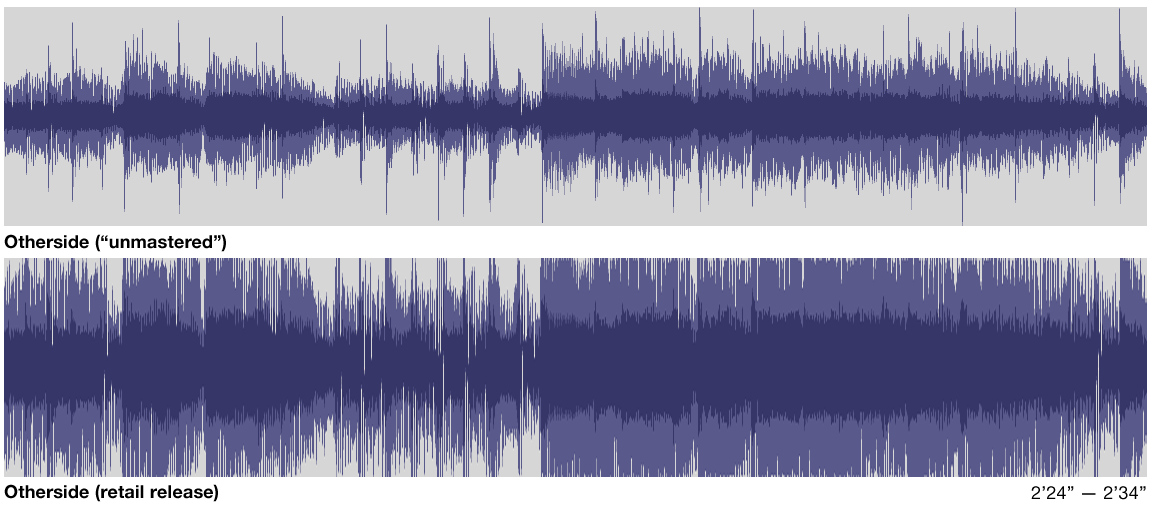
Разница в уровне звука между бутлеговой версией песни «Otherside» (вверху) и версией изданной на оригинальном диске

По прошествии времени альбом не растерял своей популярности. Композиция «Scar Tissue» выиграла премию «Грэмми» за «Лучшую рок-песню» в 2000 году. Пять из шестнадцати песен альбома вошли в сборник Greatest Hits 2003 года. Пластинка была отмечена в списке журнала Rolling Stone «500 величайших песен всех времён», где заняла 399-е место (в 2003 году), в обновлённом списке имеет 401-ю позицию. Также группа записала специальный музыкальный сет для передачи AOL, в который вошли две песни из этого альбома — «Scar Tissue» и «Californication».
Альбом был раскритикован за тот аспект своего звучания, который Тим Андерсон из The Guardian назвал «непомерной компрессией и дисторшном». Журнал Stylus назвал альбом одной из жертв так называемой войны громкости и отметил, что пластинка пострадала от цифрового клиппинга настолько сильно, что «даже слушатели, не являющиеся аудиофилами, жаловались на это». В интернете циркулирует альтернативная версия альбома с отличающимся списком песен и сведением, возможно, являющаяся предрелизом.

## Тур в поддержку альбома
Сразу же после выпуска Californication группа отправилась в тур в поддержку альбома, который стартовал в США. В завершении американской части тура группа была приглашена выступить на закрытии фестиваля Вудсток 99, который в результате приобрел дурную репутацию из-за того, что окончился насилием. Музыкантов проинформировали за несколько минут до прибытия, что публика вышла из-под контроля, а костры, разведённые на фестивале, переросли в пожар. Когда Red Hot Chili Peppers исполняли кавер-версию песни «Fire» Джими Хендрикса в качестве своего последнего номера, напряжение среди публики переросло в насилие. Позже, вокалист написал в своей автобиографии: 
До того, как мы приехали туда, нам сообщили, что этот фестиваль не был очень хорошо организован, и толпа выходила из-под контроля. Когда мы добрались до этой старой военной базы на окраине Нью-Йорка, стало ясно, что всё происходящее уже не имело ничего общего с Вудстоком. Это не было символом мира и любви, а олицетворяло жадность и потребительское отношение ко всему. Маленький голубь с цветком в клюве говорил: „Насколько много денег мы можем содрать с этих ребят за футболки, чтобы это сошло нам с рук?“.

Европейская часть тура началась с бесплатного концерта на Васильевском спуске, рядом с Красной площадью, в Москве 14 августа 1999 года перед более чем 200 000 зрителями. Кидис вспоминал об этом концерте: 
Красная Площадь была настолько до отказа забита русскими, что нам понадобился полицейский эскорт, чтобы подобраться к сцене.
Вслед за европейской частью тура группа выступила в Нью-Йорке на площадке под названием Windows on the World, а затем на фестивале Big Day Out в Австралии. Также музыканты отыграли несколько шоу в Японии. Гастроли были настолько интенсивными, что Фли начал чувствовать, что из-за усталости от турне группа стала давать менее энергичные концерты. Одним из последних выступлений тура стал фестиваль Rock in Rio 3.

### Достижения
| СМИ                         | Страна         | Список                                             | Год  | Место |
| --------------------------- | -------------- | -------------------------------------------------- | ---- | ----- |
| Роберт Даймери              | США            | «1001 Albums You Must Hear Before You Die»         | 2005 | —     |
| Rolling Stone               | США            | «500 величайших альбомов всех времён»              | 2003 | 399   |
| Classic Rock & Metal Hammer | Великобритания | «200 величайших альбомов 90-х»                     | 2006 | —     |
| Mojo                        | Великобритания | «100 величайших альбомов нашего времени 1993—2006» | 2006 | 89    |
| Rolling Stone               | Германия       | «500 величайших альбомов всех времён»              | 2005 | 189   |
| Rock and Roll Hall of Fame  | США            | «200 лучших альбомов всех времён»                  | 2007 | 92    |

## Список композиций
Слова и музыка всех песен — Red Hot Chili Peppers.
| №                   | Название            | Длительность |
| ------------------- | ------------------- | ------------ |
| 1.                  | «Around the World»  | 3:58         |
| 2.                  | «Parallel Universe» | 4:30         |
| 3.                  | «Scar Tissue»       | 3:35         |
| 4.                  | «Otherside»         | 4:15         |
| 5.                  | «Get on Top»        | 3:18         |
| 6.                  | «Californication»   | 5:21         |
| 7.                  | «Easily»            | 3:51         |
| 8.                  | «Porcelain»         | 2:43         |
| 9.                  | «Emit Remmus»       | 4:00         |
| 10.                 | «I Like Dirt»       | 2:37         |
| 11.                 | «This Velvet Glove» | 3:45         |
| 12.                 | «Savior»            | 4:52         |
| 13.                 | «Purple Stain»      | 4:13         |
| 14.                 | «Right on Time»     | 1:52         |
| 15.                 | «Road Trippin'»     | 3:25         |
| Общая длительность: | Общая длительность: | 56:24        |

| №   | Название  | Длительность |
| --- | --------- | ------------ |
| 16. | «Gong Li» | 3:43         |

| №   | Название         | Длительность |
| --- | ---------------- | ------------ |
| 16. | «Quixoticelixer» | 4:48         |
| 17. | «Over Funk»      | 2:58         |
| 18. | «Fat Dance»      | 3:40         |

| №  | Название          | Длительность |
| -- | ----------------- | ------------ |
| 1. | «Gong Li»         | 3:43         |
| 2. | «How Strong»      | 4:42         |
| 3. | «Instrumental #2» | 2:43         |

### Бисайды
| Песня             | Длительность | А-сайд                 |
| ----------------- | ------------ | ---------------------- |
| «Gong Li»         | 3:43         | «Scar Tissue»          |
| «Instrumental #1» | 2:48         | «Scar Tissue»          |
| «Teatro Jam»      | 3:06         | «Around the World»     |
| «How Strong»      | 4:43         | «Otherside»            |
| «Instrumental #2» | 2:34         | «Australian Deluxe CD» |
| «Slowly Deeply»   | 2:43         | «Universally Speaking» |
| «Bunker Hill»     | 3:29         | «Fortune Faded»        |

## Материал, не включённый в альбом
Во время студийных сессий был записан ряд треков, которые в итоге не попали в альбом. Треки «Gong Li» и «Instrumental #1» были выпущены на сингле «Scar Tissue». Инструментальная композиция «Teatro Jam» была издана как би-сайд сингла «Around the World», ещё одна песня — «How Strong» была выпущена на второй стороне сингла «Otherside». Трек «Instrumental #2» был выпущен на бонус-диске альбома (т. н. «специальное издание»). В 2006 году состоялся релиз специального издания для iTunes, в качестве бонусов он содержал три ранее не издававшихся трека — «Fat Dance», «Over Funk» и «Quixoticelixer». Ещё одна инструментальная композиция — «Slowly, Deeply» была выпущена как би-сайд сингла «Universally Speaking» в 2003 году. Песня «Bunker Hill» была переработана во время записи новых треков для сборника Greatest Hits, в итоге она попала на вторую сторону сингла «Fortune Faded», выпущенного по случаю издания альбома лучших хитов.
В августе—сентябре 2014 года в интернет просочились демоверсии песен, записанных в 1998 году. Многие из них представляли собой материал, который попал на финальный релиз лонгплея и на би-сайды, однако среди них были треки, которые отличались от окончательной версии, изданной в альбоме. Наибольшие отличия имели: регги-версия композиции «Californication» с изменённым текстом и вокальной техникой, а также другой вариант «Scar Tissue» с более длинным вступлением. Демоверсия «Purple Stain» имела более медленный темп, также на ней присутствовал новый припев. Мелодия «Porcelain Alice» была идентична оригиналу, но текст песни был изменён. Кроме того, среди этих демо были треки — инструментальная версия «Quixoticelixer» (под рабочим названием «New Wave Song») и «How Strong Is Your Love» (оригинальная версия композиции «How Strong»), а также оригинальные демо песен: «Fat Dance» и «Bunker Hill» (первоначально называвшаяся «These Are Not My Dreams of Bunker Hill»). Среди этого материала были прежде нигде не звучавшие песни: «Plate of Brown», «Tellin' a Lie», «Mommason», «Andaman & Nicobar», «Boatman», «Sugar Sugar» и «Trouble in the Pub».
В феврале 2015 года в интернет также просочилась коллекция «сырых» миксов альбома Californication. Это были песни, записанные 21 апреля 1999 года на студии The Village Studio. Среди них был трек «Trouble in the Pub», а также «Blondie» — песня, которую Фрушанте упоминал в одном из интервью как «трек, записанный для альбома», однако, на деле это был «сырой» микс композиции «Instrumental #2». Также, в интернете фигурирует версия альбома, которая не проходила процедуру мастеринга, она содержит альтернативные версии некоторых песен, таких как «Easily» (с более длинной концовкой), «Savior» (дополнительный куплет), «Around the World» (другие припевы) и «How Strong» (несколько разных вариантов гитарной партии).

## Участники записи
| Red Hot Chili Peppers - Энтони Кидис — вокал - Майкл «Фли» Бальзари — бас-гитара, бэк-вокал - Джон Фрушанте — гитара, бэк-вокал, клавишные - Чэд Смит — ударные, перкуссия Дополнительные музыканты - Грег Кёрстин (англ. Greg Kurstin) — клавишные - Патрик Уоррен (англ. Patrick Warren) — орган («Road Trippin'») Дополнительный персонал - Лоуренс Азеррад (англ. Lawrence Azerrad) — арт-директор - Соня Коскофф (англ. Sonya Koskoff) — фотографии - Red Hot Chili Peppers — арт-директор - Тони Вулискрофт (англ. Tony Wooliscroft) — фотографии | Студийный персонал - Ок Хи Ким (англ. Ok Hee Kim) — ассистент звукоинженера - Грег Коллинз (англ. Greg Collins) — дополнительный звукоинженер - Владо Меллер (англ. Vlado Meller) — мастеринг - Майк Николсон (англ. Mike Nicholson) — дополнительный звукоинженер - Рик Рубин — продюсер - Джим Скотт (англ. Jim Scott) — звукоинженер, сведение - Джон Соренсен (англ. John Sorenson) — дополнительный звукоинженер - Грег Фидельман (англ. Greg Fidelman) — дополнительный звукоинженер - Дженнифер Хиллард (англ. Jennifer Hilliard) — ассистент звукоинженера - Крис Холмс (англ. Chris Holmes) — сведение - Линдсей Чейз (англ. Lindsay Chase) — координатор записи - Дэвид Шифман (англ. David Schiffman) — дополнительный инженер |

## Позиции в чартах и сертификация
| Чарт (1999—2011) | Высшая позиция |
| ---------------- | -------------- |
| Австралия        | 1              |
| Австрия          | 2              |
| Бельгия          | 13             |
| Бельгия          | 6              |
| Великобритания   | 5              |
| Германия         | 2              |
| Европа           | 1              |
| Ирландия         | 4              |
| Испания          | 1              |
| Италия           | 1              |
| Канада           | 2              |
| Нидерланды       | 2              |
| Новая Зеландия   | 1              |
| Норвегия         | 1              |
| Польша           | 22             |
| Португалия       | 2              |
| США              | 3              |
| Финляндия        | 1              |
| Франция          | 2              |
| Швеция           | 1              |
| Швейцария        | 3              |
| Япония           | 7              |

| Страна         | Статус        |
| -------------- | ------------- |
| Аргентина      | 2× Платиновый |
| Австралия      | 8× Платиновый |
| Австрия        | 2× Платиновый |
| Бельгия        | Платиновый    |
| Бразилия       | 2× Платиновый |
| Великобритания | 3× Платиновый |
| Германия       | 3× Золотой    |
| Европа         | 4× Платиновый |
| Канада         | 6× Платиновый |
| Испания        | 2× Платиновый |
| Италия         | 3× Платиновый |
| Новая Зеландия | 8× Платиновый |
| Норвегия       | Золотой       |
| Польша         | Платиновый    |
| США            | 5× Платиновый |
| Финляндия      | Платиновый    |
| Франция        | 2× Золотой    |
| Швеция         | 2× Платиновый |
| Швейцария      | 2× Платиновый |

| Год  | Песня               | Высшая позиция | Высшая позиция | Высшая позиция | Высшая позиция | Высшая позиция | Высшая позиция | Высшая позиция | Высшая позиция | Высшая позиция | Высшая позиция |
| Год  | Песня               | US             | US Mod         | US Main        | UK             | CAN            | CAN Alt        | SWE            | NZ             | FR             | SWI            |
| ---- | ------------------- | -------------- | -------------- | -------------- | -------------- | -------------- | -------------- | -------------- | -------------- | -------------- | -------------- |
| 1999 | «Scar Tissue»       | 9              | 1              | 1              | 15             | 4              | 1              | —              | 3              | 66             | —              |
| 1999 | «Around the World»  | —              | 7              | 16             | 35             | —              | 18             | —              | 35             | —              | —              |
| 2000 | «Otherside»         | 14             | 1              | 2              | 33             | 32             | 1              | 19             | 5              | —              | 65             |
| 2000 | «Californication»   | 69             | 1              | 1              | 16             | 59             | 1              | 37             | 8              | —              | —              |
| 2000 | «Parallel Universe» | —              | 37             | 29             | —              | —              | —              | —              | —              | —              | —              |
| 2000 | «Road Trippin'»     | —              | —              | —              | 30             | —              | —              | —              | 44             | —              | 91             |